# Azzo II (biskup Ostii)
Azzo lub Azzone (ur. w X wieku, zm. między 1016 a 1021) – włoski kardynał-biskup Ostii na początku XI wieku. W 1009 roku był legatem papieskim na Węgrzech, gdzie ustanowił diecezję w Pięciokościołach z biskupem Bonipertem na czele. W grudniu 1013 podpisał przywilej papieża Benedykta VIII na rzecz klasztoru Sansepolcro jako bibliotekarz (kanclerz) Świętego Kościoła Rzymskiego. Dokument ten jest najstarszym zachowanym w oryginale papieskim przywilejem spisanym na pergaminie.
Według pizańskich kronik w 1016 był legatem papieskim organizującym obronę włoskiego wybrzeża przed najazdami Saracenów. Relacje te historycy traktują jednak z pewną dozą ostrożności, gdyż zawierają one z pewnością wątki nieprawdziwe, służące uwiarygodnieniu sfałszowanych przywilejów papieskich dla Pizy.
Data śmierci kardynała biskupa Azzo nie jest znana. Jego następca miał na imię Piotr i po raz pierwszy pojawił się w dokumencie datowanym 27 listopada 1021.